# Котов, Сергей Николаевич
Серге́й Никола́евич Ко́тов (1 октября 1912, Козлов, Тамбовская губерния — 16 октября 1999, Феодосия, АР Крым) — советский военный моряк, участник Великой Отечественной войны, Герой Советского Союза (1944). Контр-адмирал (25.05.1959).

## Биография
Сергей Котов родился 1 октября 1912 года в городе Козлов (ныне — Мичуринск Тамбовской области). После окончания девяти классов школы и школы фабрично-заводского ученичества работал помощником машиниста на железной дороге. В 1933 году Котов окончил первый курс Ленинградского торгово-товароведческого института.

### Флотская карьера
В сентябре 1933 года Котов был призван на службу в Рабоче-Крестьянский Красный флот. В 1937 году он окончил Военно-морское училище имени М. В. Фрунзе и был направлен на службу на подводные лодки Черноморского флота, служил там командиром рулевой группы. В декабре того же года был переведён в дивизион торпедных катеров флота и назначен командиром звена катеров. С декабря 1940 года учился на отделении спецсредств отдела связи Высших специальных курсов комсостава ВМФ, после начала Великой Отечественной войны спешно их окончил и возвращён вновь командиром звена торпедных катеров.

### В Великую Отечественную войну
С июля 1941 года — на фронтах Великой Отечественной войны, всю войну прошёл на Черноморском флоте. Командовал звеном, с августа 1942 — отрядом, с сентября 1942 — дивизионом торпедных катеров 1-й бригады торпедных катеров Черноморского флота. Участвовал в обороне Одессы, в обороне Севастополя, в Керченско-Феодосийской десантной операции, в битве за Кавказ, в Новороссийско-Таманской, Керченско-Эльтигенской десантной, Крымской, Ясско-Кишинёвской наступательных операциях.
К маю 1945 года лично совершил 156 боевых походов. Дивизион Котова совершал нападения на базы и коммуникации противника, отконвоировал 198 транспортов, нёс дозоры, проводил минные постановки (выставлено ок. 200 морских мин), высаживал десанты. Моряки дивизиона спасли в море около 350 человек, потопили 2 транспорта, 4 десантные баржи, 1 сторожевой катер и сбили 3 вражеских самолёта. При его личном участии при набеге на Двуякорную бухту была потоплена баржа с немецкими танками в 1942 году. Котов высаживал десант на «Малой земле» и затем под огнём обеспечивал его снабжение боеприпасами и продовольствием. В сентябре 1943 года его катера одни из первых ворвались в Цемесскую бухту во время Новороссийской десантной операции. Неоднократно вёл морские бои с немецкими кораблями.
Указом Президиума Верховного Совета СССР от 16 мая 1944 года за «мужество и героизм, проявленные в боях» капитан-лейтенант Сергей Котов был удостоен высокого звания Героя Советского Союза с вручением ордена Ленина и медали «Золотая Звезда» за номером 3796.
Последней крупной боевой операцией С. Н. Котова стала высадка Констанцского десанта в главной военно-морской базе Румынии 29—30 августа 1944 года. Через несколько дней боевые действия на Чёрном море завершились, но моряки Котова ещё долго выходили на опасные боевые задания по поиску и уничтожению морских минных заграждений.

### На штабной работе, в военном кораблестроении
После окончания войны Котов продолжил службу в Военно-морском флоте СССР. С декабря 1946 года был начальником штаба 1-й Севастопольской бригады торпедных катеров. С августа 1950 года находился в распоряжении Морского генерального штаба, в длительной служебной командировке в Китайской Народной республике обучал китайских моряков. С февраля 1952 года служил начальником 232-го испытательного полигона ВМФ в Феодосии. В сентябре 1970 года контр-адмирал С. Н. Котов вышел в отставку по болезни.
Проживал в Феодосии, работал старшим инженером отдела главного конструктора в Феодосийском филиале МКБ «Новатор», участвуя в испытаниях ракетных комплексов.
Был удостоен почётного звания «Почётный гражданин Феодосии».
Скончался 16 октября 1999 года, похоронен на Новом городском кладбище Феодосии.

## Воинские звания
- лейтенант (28.09.1937)
- старший лейтенант (21.11.1940)
- капитан-лейтенант (27.04.1942)
- капитан 3-го ранга (18.11.1944)
- капитан 2-го ранга (18.02.1948)
- капитан 1-го ранга (15.09.1951)
- контр-адмирал (25.05.1959)

## Награды
- Медаль «Золотая Звезда» Героя Советского Союза (16.05.1944);
- орден Ленина (16.05.1944);
- орден Октябрьской Революции (18.03.1985);
- два ордена Красного Знамени (9.08.1942; 3.11.1953);
- орден Нахимова 2-й степени (16.06.1945);
- орден Отечественной войны 1-й степени (11.03.1985);
- орден Красной Звезды (20.06.1945);
- Медаль «За боевые заслуги» (3.11.1944);
- Медаль «За оборону Одессы»;
- Медаль «За оборону Севастополя»;
- Медаль «За оборону Кавказа»;
- другие медали СССР;[1]

иностранные награды
- Орден «9 сентября 1944 года» 1-й степени (Болгария);
- Медаль «Китайско-советская дружба» (Китай).

## Память
- Бюст Котова установлен в Феодосии[1].
- Мемориальные доски установлены в Феодосии (ул. Русская, 1) и Мичуринске.
- В рамках мероприятий, посвящённых 80-летию Керченско-Феодосийской десантной операции, именем Сергея Котова была названа феодосийская школа № 19.
- Приказом Главнокомандующего ВМФ России имя «Сергей Котов» было присвоено патрульному кораблю проекта 22160 (заложен на Зеленодольском судостроительном заводе 8 мая 2016 года)[2]. 21 января 2021 года корабль был торжественно спущен на воду, в декабре 2021 года прибыл к месту службу в состав Новороссийской военно-морской базы[3], в августе 2022 года зачислен в состав флота[4]. 5 марта 2024 года Военная разведка Украины заявила, что морские беспилотники поразили этот корабль в Крыму, неподалёку от Керченского пролива[5][6] и что он был потоплен; агентство «Ассошиэйтед Пресс» отмечает, что проверить эту информацию в условиях войны невозможно[7].